# Sphaerocera jeanneli
Sphaerocera jeanneli är en tvåvingeart som beskrevs av Richards 1938. Sphaerocera jeanneli ingår i släktet Sphaerocera och familjen hoppflugor.
Artens utbredningsområde är Kenya. Inga underarter finns listade i Catalogue of Life.